# سید محمد غروی
سید محمد غروی (زادهٔ ۱۳۲۹، تهران) روحانی ایرانی و از اعضای جامعه مدرسین حوزه علمیه قم و عضو شورای عالی حوزه‌های علمیه سراسر کشور است.

## زندگی
او فرزند سید محمدرضا غروی مجتهد شیعی است. 
محمد غروی پس از تحصیلات مقدماتی و سطح در تهران به سال ۱۳۴۸ برای تحصیلات عالی به قم عزیمت کرد. محمدرضا ناصری، مرتضی تهرانی، حرم پناهی، فاضل لنکرانی، سلطانی، سبحانی، سیدمحمدرضا گلپایگانی، محمد شاه‌آبادی، سید محمد روحانی، حسین وحید خراسانی، جواد تبریزی از اساتید وی بوده‌اند و در علوم عقلی نزد یحیی انصاری شیرازی، محمدی گیلانی، حسن‌زاده آملی، محمد تقی مصباح یزدی، عبدالله جوادی آملی شاگردی کرده و دو دوره عرفان (تمهید و شرح الفصوص) و تفسیر را نزدعبدالله جوادی آملی آموخت، و چند سالی نیز از تفسیر موضوعی و درس اخلاق رامحمد تقی مصباح استفاده نمود. همواره به تدریس نیز اشتغال داشته و هم‌اکنون نیز دارای تدریس خارج فقه در مؤسسه امام خمینی و تدریس در دانشگاه‌های تهران، شهید بهشتی و… می‌باشد. وی با گروه روانشناسی پژوهشگاه حوزه و دانشگاه همکاری دارد و از محققان مؤسسه اسراء در زمینه تدوین تفسیر تسنیم است. وی دارای تحقیقات و تألیفات متعدد است.
سید محمد غروی در انتخابات پنجم خبرگان کاندیدا شده بود که تأیید صلاحیت نگردید.

## مواضع سیاسی
وی به عنوان مجتهدی اصولگرا شناخته می‌شود که اظهارات سیاسی قابل توجه وی قبل و بعد از انتخابات ۷ اسفند ۹۴ از قرار زیر است:
مواضع قبل از انتخابات:
«:نگرانی از نفوذ منجر به دیوار بتونی دور کشور نشود… نمی‌توانم اینطور راحت بپذیرم که آمریکا در نهادهای ما نفوذ کرده‌است!/ دولت قبل به تعامل «نه» گفت و فحش داد.»
«اگر ردصلاحیت‌ها با نگاه جناحی باشد، خلاف تقواست.»
«جمع قابل توجهی از اعضای جامعه مدرسین با ایشان [هاشمی رفسنجانی] همراه و موافقند.»
مواضع بعد از انتخابات:
«جایگاه رأی مردم همانند جایگاه ولایت فقیه است/باید حرمت افرادی که شناسنامه انقلابند حفظ شود.»
«بحث لیست انگلیسی سخیف است/مردم به جریانی رای دادند که اخلاق را رعایت می‌کند.»